# Gerhard Ressel
Gerhard Ressel (* 23. März 1945 in Neukirch) ist ein deutscher Slawist.

## Leben
Nach der Promotion zum Dr. phil. an der Universität Münster 1971 und Habilitation in Münster 1974 wurde er Professor in Münster 1978 und in Trier 1996.

## Schriften (Auswahl)
- Studien zur generativ-transformationellen Semantosyntax russischer Adverbialkonstruktionen. München 1974, OCLC 896155.
- Syntaktische Struktur und semantische Eigenschaften russischer Sätze. Generativ-semantische und modelltheoretische Untersuchungen zu einer Paraphrasengrammatik des Russischen. München 1979, ISBN 3-7705-1340-1.
- als Herausgeber: A. S. Puškin und die kulturelle Identität Rußlands. Frankfurt am Main 2001, ISBN 3-631-36704-X.
- als Herausgeber: Deutschland, Italien und die slavische Kultur der Jahrhundertwende. Phänomene europäischer Identität und Alterität. Frankfurt am Main 2005, ISBN 3-631-53637-2.